# Mariachi

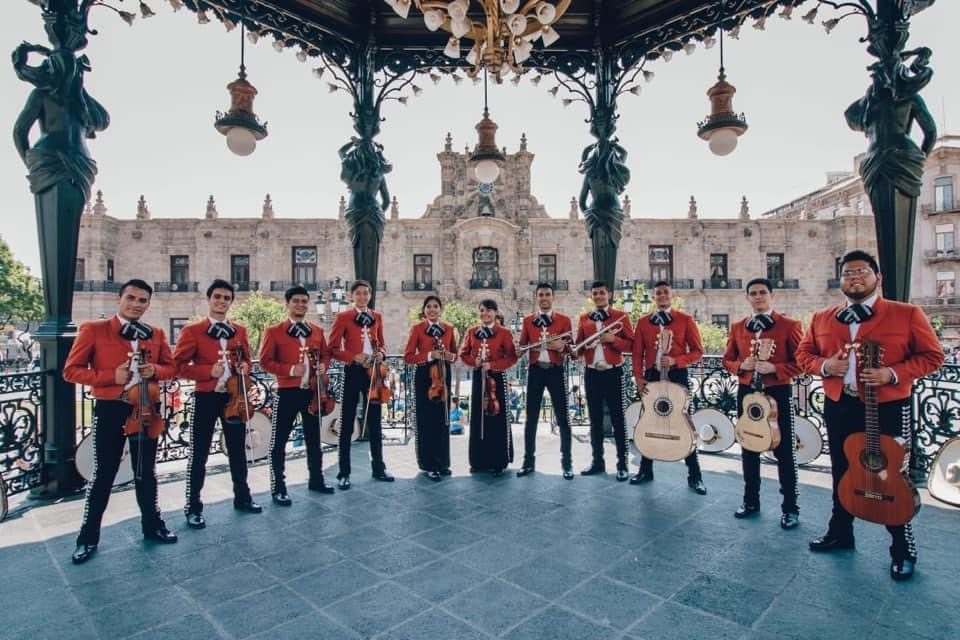
Mariachi Juvenil Sangre Azteca 2020

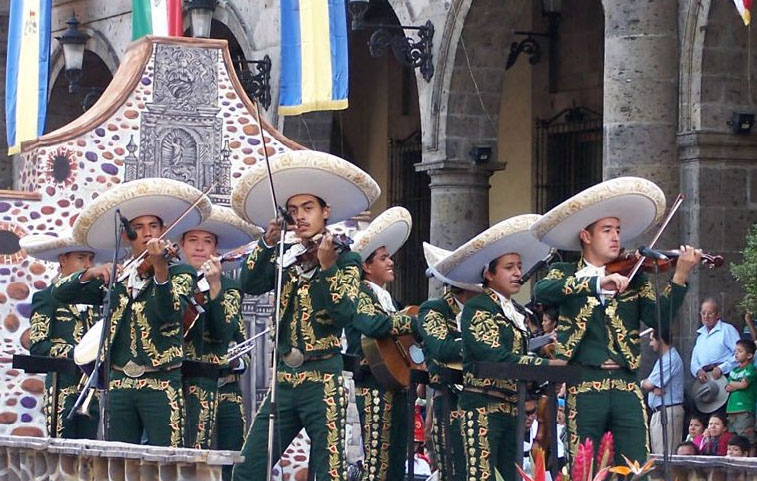
Mariachi z Guadalajary (autor Gerardo Gonzales)

Mariachi (čti mariači) je regionální mexický hudební žánr, jehož počátky sahají přinejmenším do 18. století a který se postupem času vyvinul na venkově v různých oblastech západního Mexika. Obvyklá skupina mariachi se dnes skládá až z osmi houslí, dvou trubek a nejméně jedné kytary, včetně vysoce položené vihuely a akustické basové kytary zvané guitarrón, přičemž všichni hráči se střídají ve zpěvu a doprovodných vokálech.
V 19. a 20. století se díky migraci z venkovských oblastí do Guadalajary a podpoře kultury mexickou vládou postupně přejmenoval na styl son, přičemž pro jeho „městskou“ formu se začal používat alternativní název mariachi. Tato hudba však byla ovlivněna i jinými hudebními styly, jako jsou polky a valčíky, přidáním trubek a používáním obleků charro hudebníky mariachi. V první polovině 20. století začal tento hudební styl nabývat celostátního významu a ve 20. letech 20. století se začal propagovat na prezidentských inauguracích a v rozhlase. V roce 2011 UNESCO uznalo mariachi jako nehmotné kulturní dědictví a to se tak připojilo k šesti dalším položkám na mexickém seznamu této kategorie.
Mezi písňové styly a instrumentálky, které mariachi hrají, patří rancheras, corridos, cumbias, boleros, balady, sones, huapangos, jarabes, danzones, joropos, pasodobles, pochody, polky, valčíky a chotís. Většina textů písní se týká machismu, lásky, zrady, smrti, politiky, revolučních hrdinů a života na venkově. 